# Strandzandloopkever
De strandzandloopkever (Cicindela maritima) is een kever uit de familie Loopkevers (Carabidae).

## Beschrijving
Het lichaam van de strandzandloopkever is donkerbruin tot bijna zwart maar doet onder de juiste lichtval groen tot paars aan door een iriserende metaalglans. Op de dekschilden zijn vaak drie witte tot witgele vlekken aanwezig die uitlopen naar de randen en aan grillige strepen doen denken. De onderzijde en poten zijn sterk behaard en de grote kaken hebben een witgele vlek. De tasters zijn ongeveer de helft van de lichaamslengte. Van de algemenere groene zandloopkever (Cicindela campestris) is deze soort te onderscheiden door de donkerbruine kleur en de grillige dwarsstrepen op de dekschilden, hoewel er een overlap is die de determinatie niet altijd makkelijk maakt. De basterdzandloopkever (Cicindela hybrida) lijkt sprekend op deze soort, maar heeft een wat rodere kleur. Ook dit is in het veld vaak zeer moeilijk te zien.

## Habitat
Deze kever stelt hogere eisen aan het milieu dan andere soorten en wordt daarom op veel minder plaatsten aangetroffen. Zo is deze soort zoutminnend en komt alleen voor in de kuststreken. Zelfs de korrelgrootte van het zand dient niet te grof te zijn, anders blijft deze kever er weg. In Nederland en België is deze soort niet algemeen; door alleen al door over het zand te lopen worden de larven vertrapt zodat alleen verlaten plaatsen waar zelden iemand komt als leefgebied worden uitgekozen.

## Levenswijze
Op het menu staan allerlei geleedpotigen, zoals insecten. De larve leeft in loodrechte tunnels onder de grond en jaagt op kleine diertjes die langslopen. De volwassen kevers 'pellen' de prooi door alle harde delen als kop, poten en vleugels eraf te breken en de zachtere delen op te zuigen. De kever schuilt bij slecht weer onder stenen of in zelfgegraven tunneltjes, en alleen bij zonnig weer en hogere temperaturen wordt gejaagd. De kever is dan zeer snel en loopt druk zwaaiend met de tasters over de bodem. Het is eveneens een goede vlieger die regelmatig opvliegt om enkele meters verder weer de bodem af te speuren.